# Chiesa del Santissimo Salvatore (Borgomasino)
La chiesa del Santissimo Salvatore è la parrocchiale di Borgomasino, in città metropolitana di Torino e diocesi di Ivrea; fa parte della vicaria Serra.

## Storia
L'originaria parrocchiale borgomasinese, anch'essa dedicata al Santissimo Salvatore, sorse in epoca medievale, essendo attestata a partire dal 1170, ed è era ubicata presso il castello; nel corso dei secoli essa fu a più riprese ampliata e rimaneggiata, fino al XVIII secolo, allorché dovette essere demolita a causa delle pessime condizioni in un versava.
Il cantiere della nuova chiesa fu aperto nel 1749 nella stessa posizione di quella precedente; il progetto, redatto dall'architetto alladiese Costanzo Michela, venne però man mano ridotto e ridimensionato per diminuire le spese. Tuttavia, a lavori già iniziati il conte Carlo Francesco di Valperga revocò la concessione dell'area del castello per la realizzazione del luogo di culto e allora venne scelta una zona nel centro del paese. L'architetto Monte fu incaricato di redigere nuovi disegni e, dopo la demolizione di alcune case che occupavano spazio nell'area destinata al nuovo edificio, venne ripresa la costruzione, che però subì nuovamente un'interruzione; alla fine, dopo un'ulteriore cambio di progetto con la scelta di quello presentato da Bernardo Vittone - nel frattempo venuto a mancare - nel 1772 furono riavviati i lavori e il 1° dicembre 1793 la parrocchiale venne benedetta e solennemente inaugurata.
Tuttavia, la consacrazione venne impartita quasi trent'anni dopo, nel 1825.
Tra il 1935 e il 1937 fu condotto un importante intervento di risanamento del tetto, che era soggetto a infiltrazioni, in occasione del quale si procedette all'aggiunta del cupolino; la facciata, che era rimasta incompiuta, venne completata nel 1940.

## Descrizione

### Esterno
La facciata della chiesa, rivolta a nordest, presenta centralmente un pronao tetrastilo d'ordine composito, all'interno del quale si apre il portale d'ingresso, mentre le due ali laterali, scandite da lesene, sono caratterizzate da finestre.

### Interno
L'interno dell'edificio si compone di un'unica ampia navata, sulla quale si affacciano le cappelle laterali, introdotte da archi a tutto sesto, e le cui pareti sono scandite da lesene e semicolonne, sorreggenti la trabeazione modanata e aggettante al di sopra della quale si eleva il respiro arrico, abbellito da lesene e sormontato dalla cupola.